# Marvel Super Hero Squad (videogioco)
Marvel Super Hero Squad (noto anche come MSHS o semplicemente Super Hero Squad) è un videogioco tratto dalla serie televisiva Super Hero Squad Show, sviluppato da Blue Tongue Entertainment, Mass Media e Halfbrick e pubblicato dalla THQ. È stato pubblicato il 20 ottobre 2009 per Wii, PlayStation 2, PlayStation Portable e Nintendo DS.
La caratteristica del gioco è una versione cartoonesca dei personaggi dei fumetti Marvel, come si è visto nella linea di giocattoli, così come nella trasmissione televisiva della serie animata The Super Hero Squad Show.

## Trama
La storia a fumetti è stata semplificata per i bambini, e si svolge ad Asgard, sull'Asteroide M, a Villainville a Super Hero City e negli Universi Alternativi della Frazione a cui può accedere solo Silver Surfer, questi ultimi tre sono un'esclusiva del gioco. Il gioco conserva lo stile dello show televisivo, e Stan Lee dà la voce al sindaco di Super Hero City. Marvel Super Hero Squad segue la trama complessiva dello show televisivo, con il Dottor Destino come nemico principale.
Il malvagio Dottor Destino ha cercato di rubare la Spada Dell'Infinito anche chiamata Spada Infinity, tuttavia Iron Man e la Super Hero Squad intervengono e la distruggono, sparpagliando pezzi della spada in tutto l'universo. Il gioco si differenzia dalla trama dello show televisivo, in cui il Dottor Destino cerca di raccogliere alcuni pezzi, sufficiente per creare una spada più piccola. Il Dottor Destino ci riesce e alla fine la Super Hero Squad deve fermarlo.

## Modalità di gioco
MSHS è diviso in due parti: la modalità Avventura e la modalità Battaglia. Durante la modalità avventura si controllano due personaggi (un personaggio nella versione DS) sconfiggendo ondate di nemici. Le caratteristiche di gioco permettono che il personaggio non utilizzato combatta da solo. I giocatori possono sconfiggere i nemici riducendo la loro salute o buttandoli fuori dell'arena.

## Personaggi

### Super Hero Squad
| Personaggio       | Doppiatore originale | Doppiatore italiano  |
| ----------------- | -------------------- | -------------------- |
| Capitan America≠  | Tom Kenny            | Matteo Zanotti       |
| Falcon≠           | Alimi Ballard        | Giuseppe Calvetti    |
| Hulk≠             | Travis Willingham    | Pietro Ubaldi        |
| Iron Man≠         | Tom Kenny            | Gianluca Iacono      |
| Thor≠             | David Boat           | Ivo De Palma         |
| Tempesta≠         | Cree Summer          | Benedetta Ponticelli |
| Wolverine≠        | Steven Blum          | Luigi Rosa           |
| Nightcrawler≠     | Liam O'Brien         | Paolo De Santis      |
| La cosa≠          | David Boat           | Tony Fuochi          |
| Donna invisibile≠ | Tara Strong          | Benedetta Ponticelli |
| Silver Surfer≠    | Mikey Kelley         |                      |
| Spider-Man≠       | Josh Keaton          | Paolo De Santis      |
| Miss Marvel       | Grey DeLisle         | Benedetta Ponticelli |
| War Machine       | Nolan North          |                      |
| U.S. Agent≈       | Nolan North          |                      |
| Heimdall≈         | Steve Blum           | Alberto Olivero      |

### Lethal Legion
| Personaggio        | Doppiatore originale                     | Doppiatore italiano |
| ------------------ | ---------------------------------------- | ------------------- |
| Dottor Destino≠    | Charlie Adler                            | Oliviero Corbetta   |
| Dinamo Cremisi     | Jess Harnell                             |                     |
| Juggernaut≠        | Tom Kenny                                | Pietro Ubaldi       |
| Abominio           | Steven Blum                              | Tony Fuochi         |
| MODOK (Sugar Man)≈ | Tom Kenny                                | Diego Sabre         |
| Uomo Talpa≠        | Ted Biaselli                             | Diego Sabre         |
| Magneto≠           | Tom Kane                                 | Alberto Olivero     |
| Le Sentinelle≈     | (non doppiate)                           | (non doppiate)      |
| Loki≈              | Ted Biaselli                             | Paolo De Santis     |
| Mystica⊗           | Grey DeLisle                             | (non doppiata)      |
| Sabretooth≠        | Charlie Adler                            | Gianluca Iacono     |
| Agente A. I.M≠     | Nolan North Troy Baker Travis Willingham |                     |

≠Personaggi con un costume alternativo.

⊗Personaggio esclusivo per Nintendo DS.

≈Personaggi non giocabili.

## Costumi
| Personaggio      | Costume 1                                | Costume 2       |
| ---------------- | ---------------------------------------- | --------------- |
| Iron Man         | War Machine                              |                 |
| Wolverine        | Wolverine armatura gialla                | Wild Wolverine  |
| Hulk             | Hulk Grigio                              | Hulk Rosso      |
| Thor             | Loki-Thor                                |                 |
| Silver Surfer    | Gold Surfer                              | Anti-Surfer     |
| Falcon           |                                          |                 |
| Dottor Destino   | Dottor Buono                             |                 |
| Juggernaut       | Juggernaut X-Men 2                       | Loki-Juggernaut |
| Abominio         | Abominio blu                             |                 |
| Sabretooth       | Victor Creed                             |                 |
| Uomo Talpa       |                                          |                 |
| Magneto          | Magneto X-Men 2                          |                 |
| Capitan America  | U.S Agent                                |                 |
| Nightcrawler     | Nightcrawler X-Men 2                     |                 |
| Tempesta         | Tempesta X-Men 2                         | Loki-Tempesta   |
| La Cosa          | La Cosa pantaloncini                     |                 |
| Donna invisibile | Donna Invisibile tuta Fantastici Quattro |                 |
| Miss Marvel      |                                          |                 |
| Agente AIM       |                                          |                 |
| Uomo Ragno       | Ragno Rosso                              | Simbionte       |

## Sviluppo
MSHS è il primo gioco sviluppato in accordo tra la Marvel Comics e THQ.

## Accoglienza
Il gioco è stato accolto piuttosto male dalla maggior parte dei siti di videogiochi. La rivista Play Generation lo classificò come il titolo superdeformed più deformato tra quelli disponibili su PlayStation 2.

## Sequel
Il secondo gioco della serie è stato pubblicato nel novembre 2010. Il sequel si intitola Marvel Super Hero Squad: The Infinity Gauntlet e segue la trama della seconda stagione della serie animata The Super Hero Squad Show.